# Ciudad de Canning
Ciudad de Canning es un Área de Gobierno Local (en inglés, local government area, LGA) del estado de Australia Occidental. Según el censo de 2021, tiene una población de 95 860 habitantes.
Está ubicada en los suburbios al sureste de la ciudad de Perth.
Tiene una superficie total de 64.8 km².

## Historia
En 1871, el distrito de Canning Road fue uno de los distritos originales que se publicaron en el boletín oficial de la Ley de la Junta de Carreteras.
En 1907 se disolvió la Junta de Carreteras de Canning y se crearon las Juntas de Carreteras de Queens Park y Gosnells.
Debido a la escasez de mano de obra que afectó la industria local como resultado de la Primera Guerra Mundial, el municipio volvió a tener el estatus de Junta de Carreteras. Se establecieron tres distritos: Este, Oeste y Central, con tres miembros por cada distrito. En 1920, el Distrito de Carreteras de Jandakot del Distrito de Riverton fue transferido a la Junta de Carreteras de Queens Park.
El nombre de la junta se cambió a Junta de Carreteras del Distrito de Canning en 1921.
Décadas más tarde,  un nuevo proyecto de ley de gobierno local transformó todas las juntas de carreteras en concejos del condado. El condado de Canning se creó el 12 de julio de 1961.
En 1971, ya con una población cercana a los 35 000 habitantes, Canning fue proclamada ciudad.
En abril de 1978, Canning tenía una población de más de 50 000 habitantes y manejaba 10 millones de dólares en ingresos. El Ayuntamiento solicitó el estatus de ciudad, que le fue otorgado en el año 1979, en que se celebró el 150.º aniversario del estado de Australia Occidental. El 1 de marzo de 1979, el gobernador Sir Wallace Kyle proclamó oficialmente la ciudad de Canning en una ceremonia en el Centro de Administración del Ayuntamiento.

## Distritos (wards)
El Área de Gobierno Local está dividida en cinco distritos:
- Distrito de Mason (Bentley, East Cannington, Queens Park, St James y Welshpool)
- Distrito de Bannister (Riverton, Rossmoyne y Shelley)
- Distrito de Beeliar (Leeming y Willetton)
- Distrito de Nicholson (Canning Vale y Parkwood)
- Distrito de Beeloo (Cannington, Ferndale, Lynwood y Wilson)

## Localidades
- Bentley
- Canning Vale
- Cannington
- East Cannington
- Ferndale
- Leeming
- Lynwood
- Parkwood
- Queens Park
- Riverton
- Rossmoyne
- Shelley
- St James
- Welshpool
- Willetton
- Wilson